# 上総中川駅
上総中川駅（かずさなかがわえき）は、千葉県いすみ市行川にある、いすみ鉄道いすみ線の駅である。

## 歴史

### 年表
- 1930年（昭和5年）4月1日：鉄道省木原線の駅として開設、一般駅[2]。
- 1954年（昭和29年）9月16日：貨物取扱廃止、旅客駅となり[2][3]、同時に無人駅化[4]。
- 1987年（昭和62年）4月1日：国鉄分割民営化に伴い、JR東日本の駅となる[2]。
- 1988年（昭和63年）3月24日：木原線第三セクター鉄道転換に伴い、いすみ鉄道いすみ線の駅となる[2][5]。

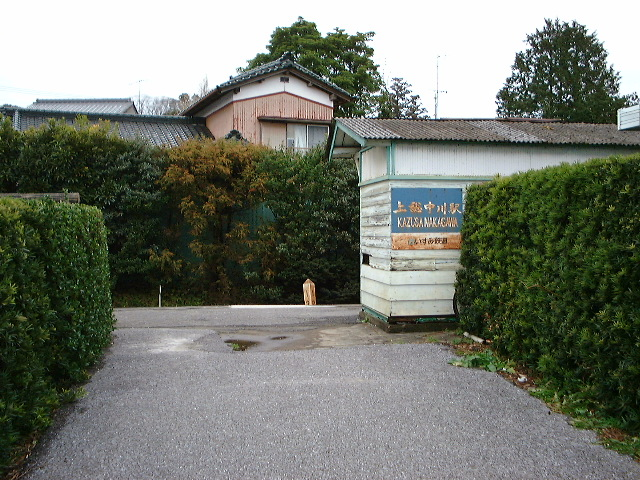
待合所改修前の駅出入口（2002年12月）

### 命名権
Cafe NIGO（山の隠れ家カフェ＆ギャラリー）が命名権を取得し、NIGOを冠した愛称および意匠による駅名標を設置していたが、何らかの事情で駅名標が倒壊した後、ネーミングライツ契約を打ち切られている。
その後、液晶ディスプレイメーカーのJAPANNEXTが命名権を取得し、2024年（令和6年）4月1日より「JAPANNEXT上総中川駅」となる。

## 駅構造
単式ホーム1面1線を有する地上駅。無人駅である。バリアフリーとは銘打っていないが、公道から階段無くホームへ到達できる。
なお、当駅構内の軌道は噴泥が激しく、豪雨時に水没するが抜本的な保線が行われていない。

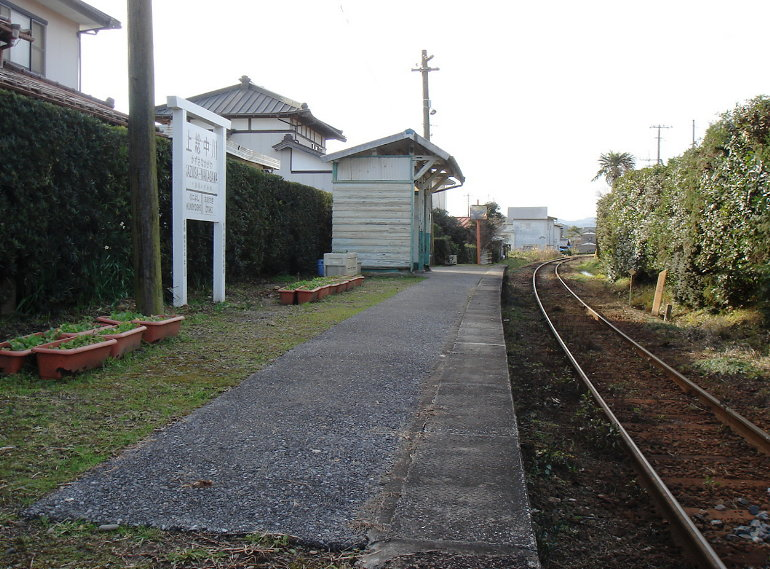
駅ホーム（2007年1月）

## 利用状況
2019年度の1日平均乗車人員は12人である。
近年の一日平均乗車人員推移は下表の通り。
|        | 乗車人員 | 乗車人員 | 乗車人員 |          |
| 年度   | 一日平均 | 定期外   | 定期     | 出典     |
| ------ | -------- | -------- | -------- | -------- |
| 2007年 | 25       |          |          | [ * 2 ]  |
| 2008年 | 20       |          |          | [ * 3 ]  |
| 2009年 | 17       |          |          | [ * 4 ]  |
| 2010年 | 12       |          |          | [ * 5 ]  |
| 2011年 | 16       |          |          | [ * 6 ]  |
| 2012年 | 14       |          |          | [ * 7 ]  |
| 2013年 | 10       |          |          | [ * 8 ]  |
| 2014年 | 8        |          |          | [ * 9 ]  |
| 2015年 | 8        |          |          | [ * 10 ] |
| 2016年 | 8        |          |          | [ * 11 ] |
| 2017年 | 9        |          |          | [ * 12 ] |
| 2018年 | 10       |          |          | [ * 13 ] |
| 2019年 | 12       | 4        | 8        | [ * 1 ]  |

## 駅周辺

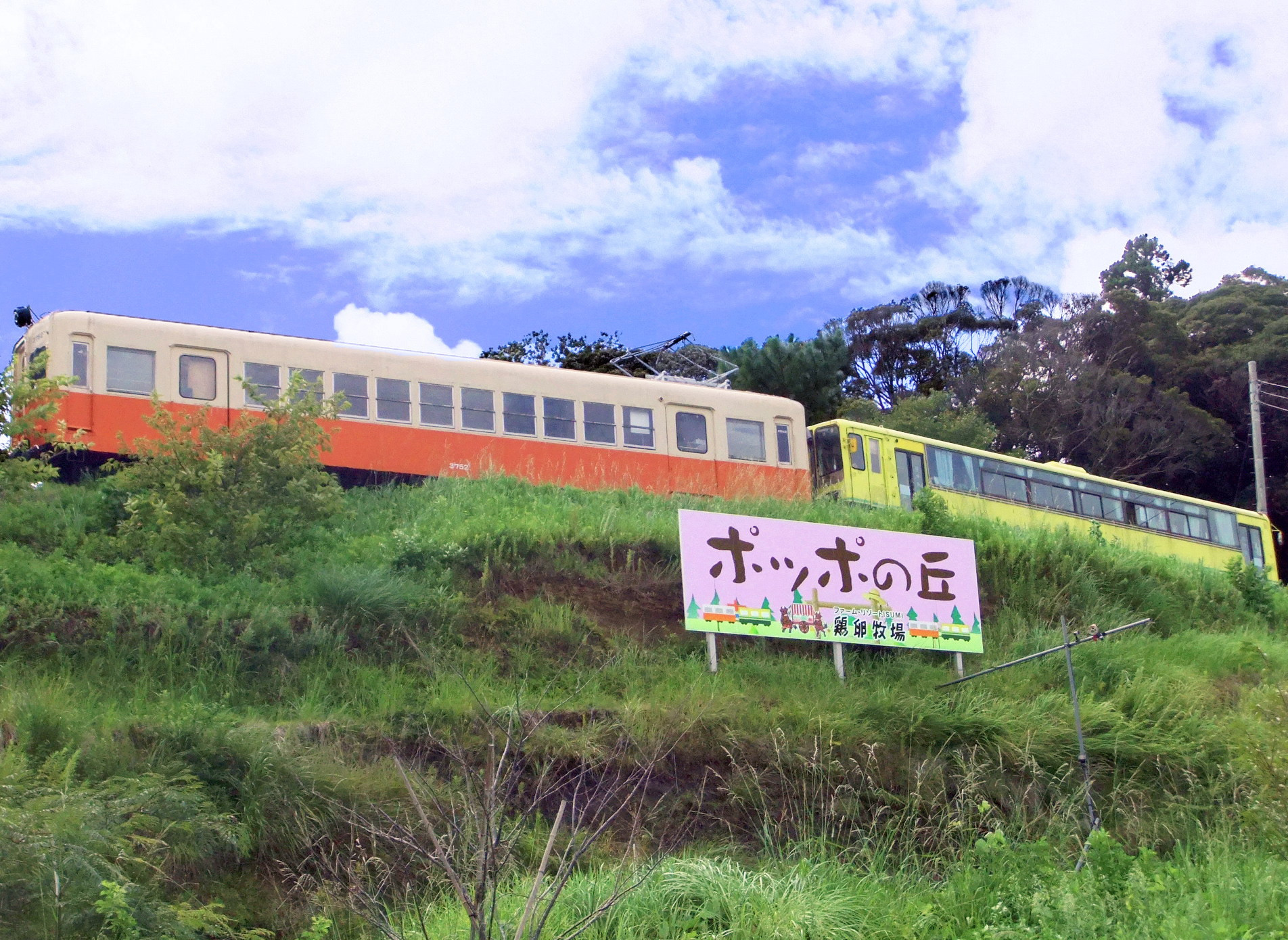
ポッポの丘

駅出入口は、国道465号沿いに面しており、東側約250メートル先に千葉県道151号夷隅瑞沢線、約750メートル先に千葉県道82号天津小湊夷隅線が通る。かつてはいすみ市立中川小学校の最寄り駅でもあった（※小学校の統廃合により、2007年3月をもって閉校、現・JAPANNEXT本社）。
- 札森さくら街道
- いすみ警察署中川駐在所
- 夷隅地域多目的研修センター
- 大野下区農村協同会館
- 六いちご園
- 妙泉寺
- 荒木根ダム
- ポッポの丘[9]
- ABCいすみゴルフコース
- 万木城カントリークラブ

## バス路線
| のりば | のりば | 系統           | 主要経由地                     | 行先   | 運行会社       | 備考 |
| ------ | ------ | -------------- | ------------------------------ | ------ | -------------- | ---- |
| 中川駅 |        | いすみシャトル |                                | 増田橋 | いすみ市民バス |      |
| 中川駅 |        | いすみシャトル | 市役所夷隅庁舎前・工業団地入口 | 茂原駅 | いすみ市民バス |      |

## 隣の駅
いすみ鉄道
■いすみ線
国吉駅 - 上総中川駅 - 城見ヶ丘駅